# Artemision di Siracusa
L'Artemision oppure detto anche Tempio di Artemide o Tempio Jonico, si trova presso la Via Minerva, laterale e congiunta a Piazza del Duomo di Siracusa, nel punto più alto dell'isola di Ortigia.

## Storia

### Siracusa e Artemide

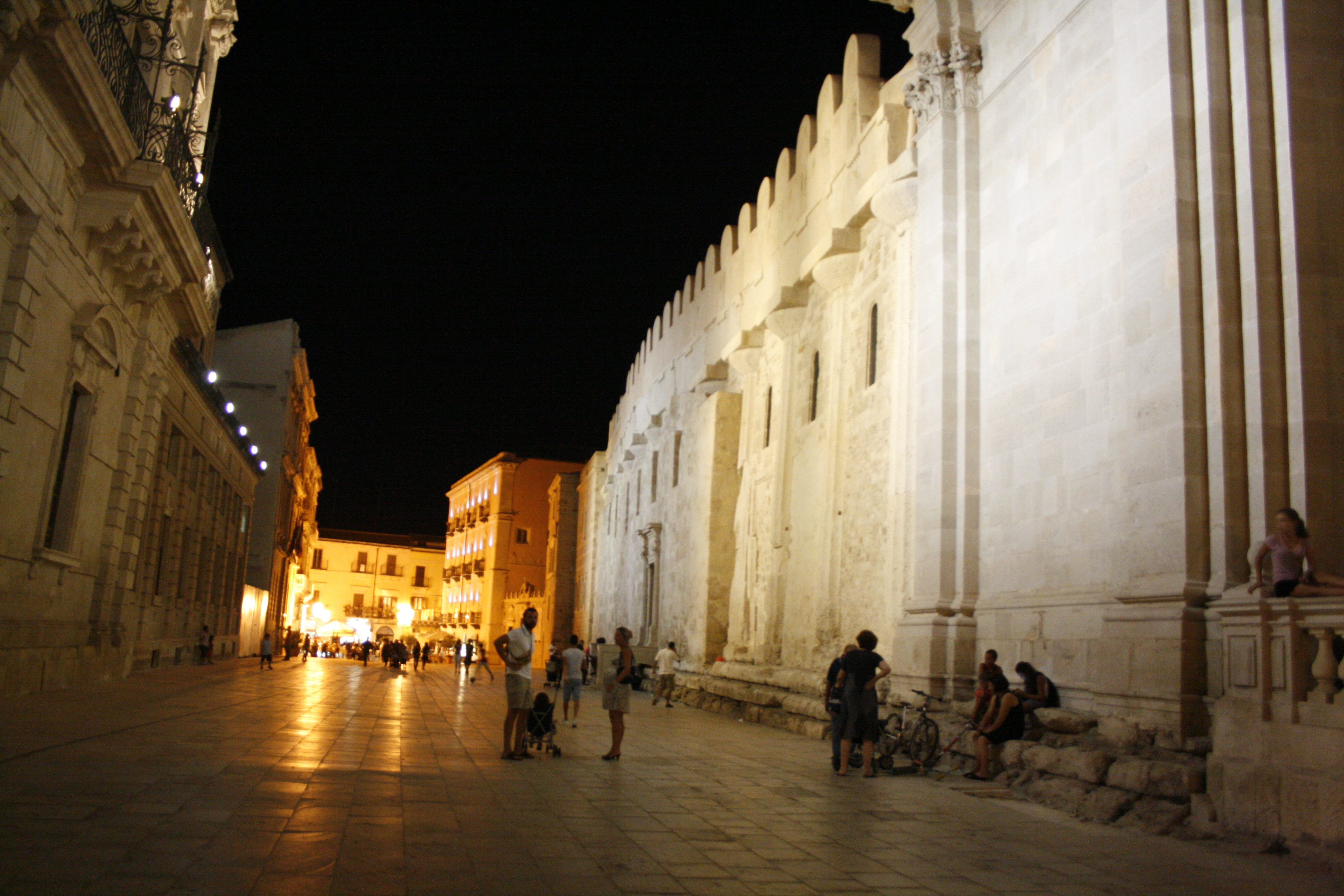
In Via Minerva, accanto al Duomo e presso il Palazzo del Senato si trovano i resti dell'Artemision.

I sotterranei del palazzo invece hanno restituito i resti di un primitivo tempio in stile ionico. Il basamento misura 59 x 25m. Il Tempio Ionico, la cui dedica rimane tuttora ignota, fu probabilmente, come quello che si conserva a breve distanza, un Athenaion, il secondo in ordine di tempo; è uno dei rari esempi di questo ordine conservato in Occidente e risale alla seconda metà del VI secolo.
Il Tempio ionico in questione è l'Artemision; si pensa risalga al periodo dei Gamoroi, i discendenti dei primi coloni greci di Corinto giunti a Siracusa, che governavano la città al tempo della costruzione perché rappresentavano la classe dei proprietari terrieri. Costoro sarebbero stati cacciati dai killichirioi, discendenti dei Siculi, popolo nativo di Siracusa, che rappresentavano la classe popolare.
Si ipotizza che l'Artemision fosse dedicato alla dea Artemide, protettrice greca di Siracusa, alla quale è legato il mito di Aretusa, la ninfa trasformata in fonte di acqua dolce che ancora oggi è il simbolo della città.

## Struttura del tempio

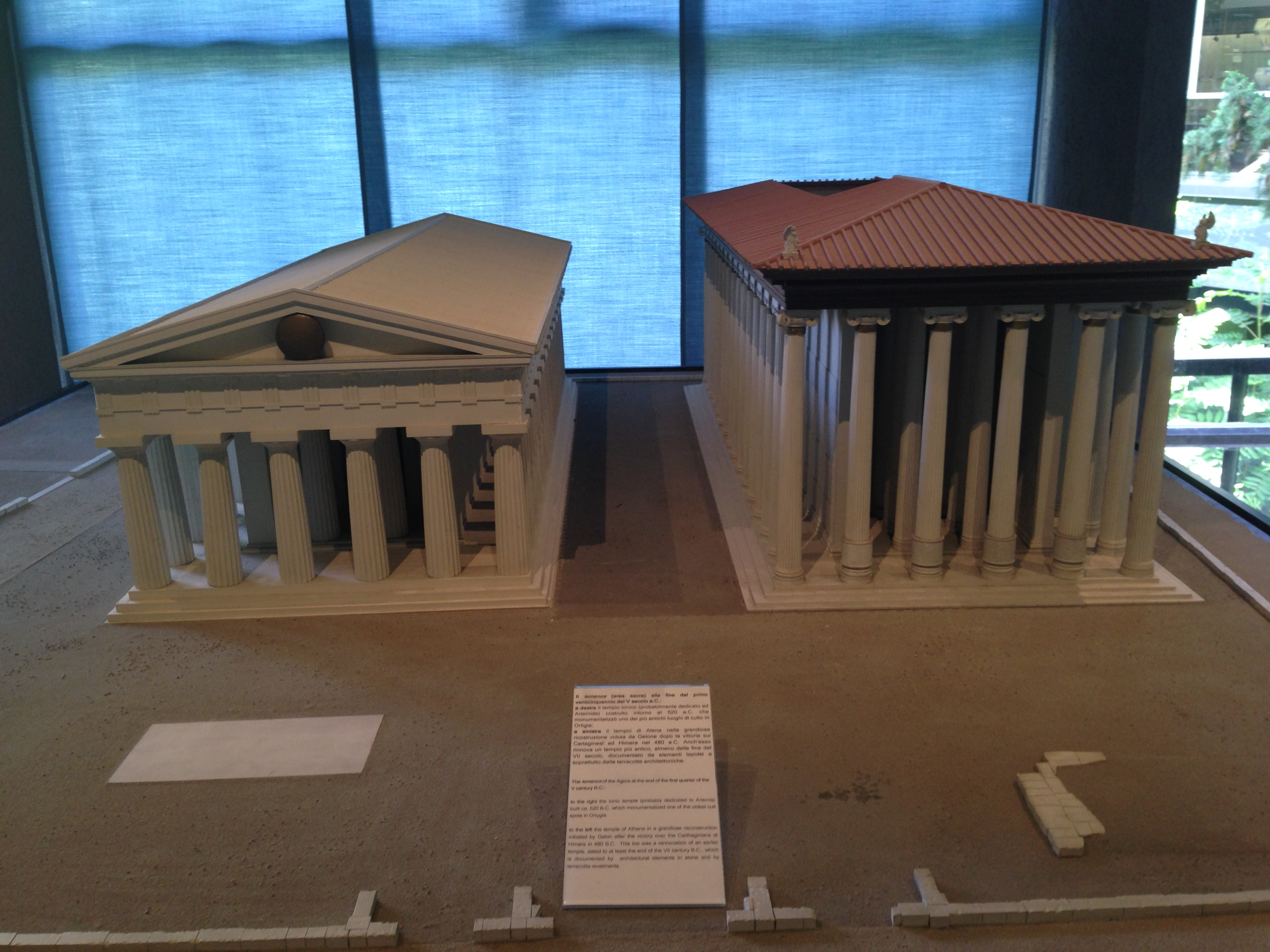
Ricostruzione della disposizione dell'Athenaion e dell'Artemision

Il tempio è un raro esempio in Occidente: si tratta infatti di un primitivo tempio in stile ionico che presenta similitudini architettoniche con alcuni grandi templi dell'Asia Minore.
Secondo le ricerche di Luigi Bernabò Brea, il tempio in realtà non fu mai portato a termine.

Ciò è da mettere in relazione con la cacciata dei Gamoroi da Siracusa intorno al 500 a.C. nonché per la sconfitta inflitta a Siracusa da Ippocrate di Gela. Gelone, giunto al potere, abbandonò il progetto del tempio ionico preferendo avviare i lavori per la costruzione del Tempio dorico di Athena (oggi Duomo di Siracusa).
Sono superstiti i frammenti di un enorme capitello e la parte inferiore di una colonna, che ha, la caratteristica di essere rivestita, fino a una certa altezza, da una fascia non scanalata, nella quale dovevano trovare posto dei bassorilievi, appunto come taluni grandi templi dell'Asia Minore.